# John Charles McQuaid
John Charles McQuaid (Cootehill, 28 luglio 1895 – Loughlinstown, 7 aprile 1973) è stato un arcivescovo cattolico irlandese.

## Primi anni
Monsignor John Charles McQuaid nacque a Cootehill, nella contea di Cavan, il 28 luglio 1895. Era figlio del dottor Eugene McQuaid e di Jennie Corry. Sua madre morì una settimana dopo la sua nascita. Suo padre si risposò e la nuova moglie del dottor McQuaid allevò John e sua sorella Helen come se fossero figli suoi. Fu solo alla fine della sua adolescenza che John apprese che la sua madre biologica era morta.
Fu un brillante studente alla Cootehill National School. Dopo la scuola primaria, frequentò il St. Patrick's College di Cavan Town e poi il Blackrock College di Dublino, gestito dalla Congregazione dello Spirito Santo, dove ricevette dei voti medi. Nel 1911, con suo fratello Eugene, entrò nel collegio dei gesuiti di Clongowes Wood, nella contea di Kildare.
Nel 1913, al termine degli studi secondari, entrò nel noviziato della Congregazione dello Spirito Santo a Kimmage, Dublino. Le celebrazioni del centenario della nascita di Thomas Davis, un famoso nazionalista protestante, caddero nel[1913, quando McQuaid era un novizio. Significativamente, McQuaid rispose nel suo taccuino alla famosa domanda posta da Davis: "Che importa che in diversi santuari, preghiamo un solo Dio ?" Osservò: "Sì, per un protestante è logico, ma non lo è per i cattolici, dobbiamo prestare attenzione a ciò che è nel Credo. [...] Se una nazionalità neutrale viene istituita, se i protestanti sono attratti e non convertiti, non è la mancanza di un fine soprannaturale?"

## Università, 1914-1925
Mentre era novizio studiò allo University College di Dublino dove conseguì il Bachelor of Arts nel 1917 e il Master of Arts nel 1918 in antichità classica. Nel 1919 conseguì un diploma in educazione. Fu prefetto del Blackrock College dal 1918 al 1921.
Il 29 giugno 1924 fu ordinato presbitero.
Proseguì gli studi alla Pontificia Università Gregoriana a Roma dove conseguì il dottorato in teologia. Nel novembre del 1925 fu richiamato in Irlanda per prestare servizio nello staff del Blackrock College.

## Decano e presidente del Blackrock College, 1925-39
Mentre si stava formando come religioso e poi come prete, la grande ambizione di McQuaid era di diventare missionario in Africa. Il biografo di Noel Browne, John Horgan, ha scritto che: "Per molti anni [...] la sua ambizione non era il privilegio ecclesiastico, ma il servizio missionario: almeno quattro richieste di trasferimento in Africa furono respinte dai suoi superiori. Avrebbe potuto essere uno dei più grandi vescovi missionari del secolo - tutta quell'energia e quell'intelletto sarebbero passati attraverso il continente come un vortice. Questi talenti si scatenarono a Dublino e in Irlanda"."
Nel novembre del 1925 McQuaid entrò nello staff del Blackrock College di Dublino, dove rimase fino al 1939. Svolse il ruolo di preside dal 1925 al 1931 e quello di presidente del College dal 1931 al 1939.
Sebbene fosse considerato un severo supervisore, McQuaid si sforzò di migliorare le prestazioni degli studenti medi e poveri. Il padre spiritano Michael O'Carroll era uno studente al Blackrock quando McQuaid fu nominato decano degli studi. Racconta di come, quando McQuaid scoprì che una classe di ragazzi del sesto anno mancava persino dei rudimenti del latino, annunciò con la sua voce bassa d'acciaio: "Signori, inizieremo con la mensa". Alla fine di quel periodo, la sua esposizione sistematica della grammatica e della sintassi permise a 17 dei 18 ragazzi di superare l'esame del certificato di maturità in latino.
Al Blackrock si fece un nome come amministratore e preside con una conoscenza dettagliata degli sviluppi educativi in altri paesi e con ampie vedute culturali. Nel 1929 venne nominato delegato speciale della commissione d'inchiesta del Dipartimento dell'educazione sull'insegnamento dell'inglese. Nel 1930 fu delegato ufficiale dell'Associazione cattolica dei presidi al primo congresso internazionale di istruzione secondaria gratuita tenutosi a Bruxelles. Fu presente nella stessa qualità ai successivi congressi a L'Aia, Lussemburgo e Friburgo. Eletto presidente dell'Associazione cattolica dei direttori nel 1931, rimase in carica fino al 1940, essendone stato cooptato appositamente nell'autunno del 1939 per aver cessato di essere preside del Blackrock.
Padre Burke Savage scrisse anche che il Blackrock aveva una nota tradizione di rugby e che padre McQuaid "realizzò pienamente il valore dei giochi nel rafforzare sia il corpo che il carattere, sapeva che sul campo da rugby e da cricket i ragazzi imparavano a essere altruisti, incassare i colpi, cooperare tra loro e lavorare come una squadra. [...] Nel formare la persona dei suoi ragazzi, il dottor McQuaid li infuse con un cattolicesimo virile e un forte senso delle loro responsabilità sociali".
Il Blackrock College aveva educato molti alti dirigenti politici ed economici irlandesi. McQuaid era vicino a Éamon de Valera, un futuro Taoiseach, egli stesso un ex insegnante al Blackrock College. In seguito avrebbe influenzato de Valera nella stesura della moderna Costituzione d'Irlanda (Bunreacht na hÉireann).

## McQuaid incontra de Valera nel 1931
In un articolo pubblicato sulla rivista Studies del 1998, Michael O'Carroll, confratello di padre McQuaid, scrisse che Éamon de Valera era entrato nella vita di McQuaid all'incirca quando divenne presidente del Blackrock College nel 1931. "De Valera era un ex allievo con un incredibile attaccamento al college. I suoi figli furono educati lì e visse nelle vicinanze. Egli e sua moglie Sinéad conoscevano il dott. McQuaid e l'amicizia tra di loro sbocciò. Ospite regolare in casa, alla fine il suo consiglio fu cercato in un'importantissima impresa di de Valera, la stesura di una nuova Costituzione per il paese. Anni dopo, quando de Valera fu presidente e ospite di un certo numero di vescovi che erano venuti al Blackrock College per le sue celebrazioni per il centenario [nel 1960] affermò che gli articoli della Costituzione più ammirati erano stati influenzati dal dott. McQuaid, che era arcivescovo di Dublino".
Questo è un resoconto un po' romanzato che non menziona le tensioni emerse tra i due uomini negli anni '40 e '50, quando McQuaid era arcivescovo di Dublino e de Valera capo del governo. Nel 1952 McQuaid, scrivendo al nunzio apostolico, si lamentò: "Dal riassunto della leadership politica del signor de Valera, il principale elemento di nota, per quanto riguarda la Chiesa, è una politica di distanza. Questa politica è vista nell'incapacità di consultare qualsiasi vescovo [...]".

## "Co-autore della Costituzione", 1937
Nel 1937 venne adottata una nuova Costituzione che, tra l'altro, riconosceva la "posizione speciale" della Chiesa cattolica "come il guardiano della Fede professata dalla grande maggioranza dei cittadini". Essa inoltre vietava qualsiasi Chiesa di Stato stabilita e incoraggiava la libertà di religione.
Il capitolo 8 del libro di John Cooney John Charles McQuaid, Ruler of Catholic Ireland è intitolato "Co-autore della Costituzione" e comincia così:
Al contrario, lo storico Dermot Keogh (coautore con Andrew McCarthy di "The Making of the Irish Constitution 1937") ha scritto:

## Nominato arcivescovo nel 1940
La nomina di McQuaid alla guida dell'arcidiocesi di Dublino, la più importante e popolosa del paese, arrivò ad un punto più stabile nella politica irlandese, in seguito alle violenze che coinvolsero l'IRA e i Blueshirt e alle tensioni causate dalla guerra economica con il Regno Unito degli anni '30. L'inizio dell'"emergenza" (il termine irlandese indicante la seconda guerra mondiale), aveva prodotto una nuova modalità di consenso nazionale. Anche i rapporti di McQuaid con il Taoiseach, Éamon de Valera erano eccellenti, in contrasto con la maggior parte della gerarchia che era distintamente fredda nei suoi confronti. Dalle prove degli archivi del governo irlandese resi disponibili negli anni '90, è chiaro che de Valera aveva insistito sulla candidatura di McQuaid presso il Vaticano. Tuttavia, è dubbio che la Santa Sede avesse bisogno di molte pressioni. McQuaid aveva una reputazione eccezionale come educatore cattolico ed era stato vicino all'arcivescovo Edward Joseph Byrne, suo immediato predecessore. Il suo nome era già stato menzionato come candidato alla guida della sua nativa diocesi di Kilmore.
Tuttavia, de Valera in seguito dichiarò di essere stato anche colpito dalle preoccupazioni sociali di McQuaid in un momento in cui le difficoltà della guerra stavano colpendo in particolare i poveri. La gerarchia e il clero della Chiesa irlandese riflettono i punti di vista della classe contadina forte e media da cui erano per lo più designati e non comprendevano la vita urbana e la povertà. McQuaid, come sapeva de Valera, era diverso e questo si rifletté nella sua prima lettera pastorale per la quaresima del 1941. "Il desiderio molto diffuso di pace sociale è di per sé la prova del grave bisogno di riforme sociali", scrisse McQuaid. Sottolineò inoltre che "qualunque sia la forma che possa assumere la riforma dettagliata della struttura sociale, l'unica base duratura della ricostruzione può essere la vera fede che professiamo".
David C. Sheehy, archivista diocesano di Dublino, nel 2003 scrisse che "McQuaid vide il conseguimento di un alto incarico come risultato naturale e appropriato per qualcuno con le sue origini, la sua istruzione e il suo talento". Come Bernard Law Montgomery che assume il comando dell'Ottava Armata britannica prima di El Alamein, verso la fine dell'estate del 1942, l'ingresso di McQuaid nella sede di Dublino, meno di due anni prima, scatenò un uomo di abilità unita a prodigiosa energia nel suo periodo migliore: per Monty e McQuaid, primi uomini entrambi, tutto ciò che stato nella loro prima vita molto diversa era stato solo una preparazione per l'assunzione del comando superiore e per la sfida di una vita. Come i guerrieri del passato, risposero con gratitudine alla tromba e si fecero avanti per rivendicare il loro posto nella storia".

## Arcivescovo di Dublino, 1940-71

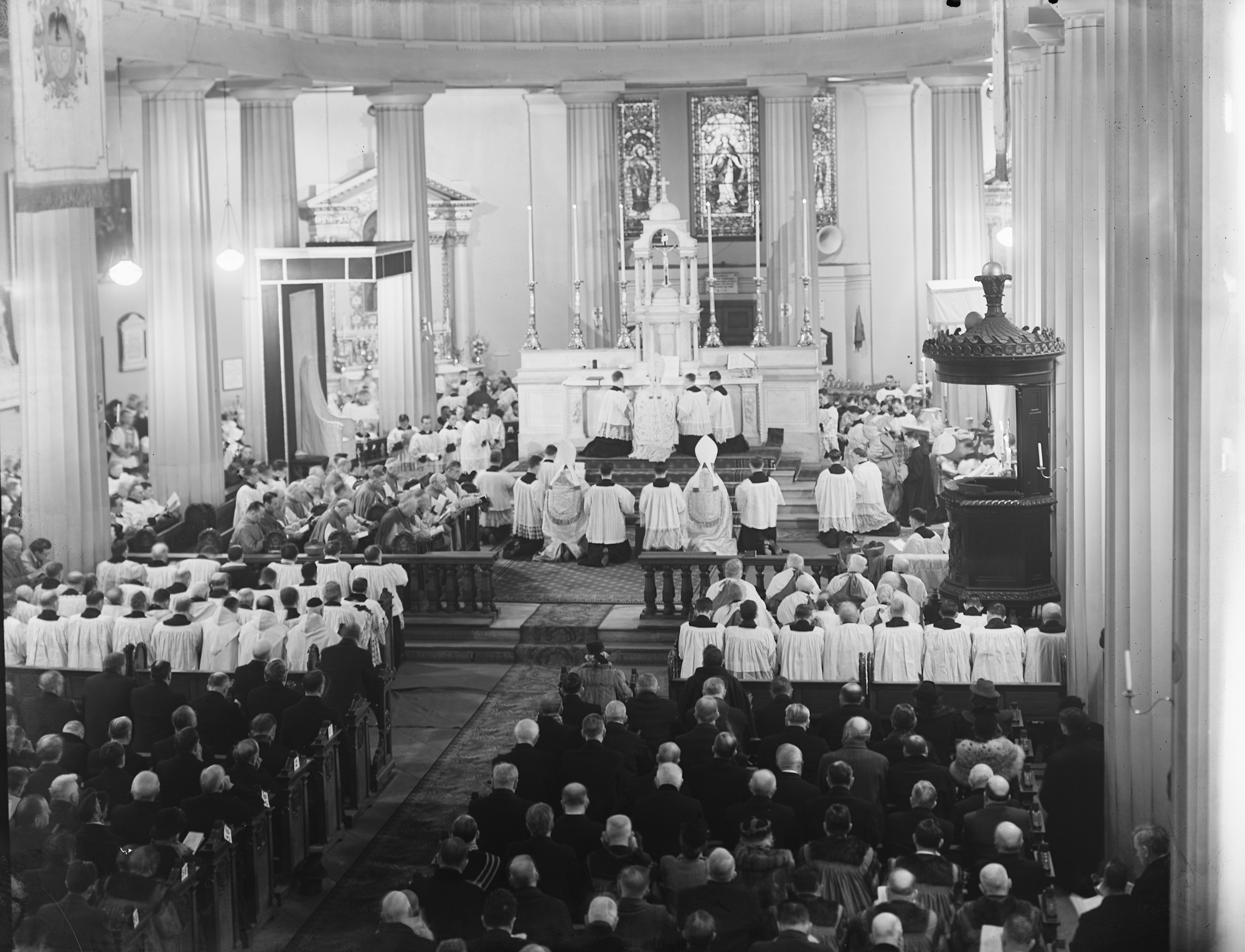
La consacrazione di John Charles McQuaid nella procattedrale di Santa Maria a Dublino.

Il 6 novembre 1940 papa Pio XII lo nominò arcivescovo metropolita di Dublino e primate d'Irlanda. Come motto episcopale scelse l'espressione "Testimonium perhibere veritati" che significa "testimoniare la verità" (Giovanni 18,37). Ricevette l'ordinazione episcopale il 27 dicembre successivo dal cardinale Joseph MacRory, arcivescovo metropolita di Armagh, co-consacranti il vescovo di Ossory Patrick Collier e il vescovo ausiliare di Dublino Francis Joseph Wall.
McQuaid supervisionò una massiccia espansione della Chiesa cattolica nell'arcidiocesi di Dublino durante il suo mandato. Stabilì una vasta gamma di servizi sociali per i poveri della città. È ricordato in particolare per il suo lavoro nell'area della carità. Nel primo anno del suo episcopato supervisionò l'istituzione della Conferenza del welfare sociale cattolico che coordinò il lavoro del grande numero di organizzazioni caritative esistenti nella città. L'anno seguente, nel 1942, istituì l'ufficio di previdenza sociale cattolico che aiutò gli emigranti e le loro famiglie. Aveva un interesse personale nel provvedere alle persone che soffrivano fisicamente, mentalmente e spiritualmente. Durante il suo episcopato il numero dei presbiteri diocesani crebbe da 370 a 600, il numero di religiosi da 500 a 700 e il numero di parrocchie da 71 a 131. Vennero inoltre costruite 80 nuove chiese, 250 scuole primarie e 100 scuole secondarie.
In un articolo apparso su Studies nel 1998, lo storico Dermot Keogh scrisse sull'effetto del lavoro dell'arcivescovo sulla sua stessa vita da scolaro: "Tra il 1940 e il 1972, l'anno delle sue dimissioni da arcivescovo [ sic.], il dott. McQuaid contribuì a fornire 47 nuove parrocchie nell'arcidiocesi, insieme con l'infrastruttura educativa primaria e secondaria necessaria in ciascuna di queste aree. La mia generazione fu una beneficiaria di quella politica. Nei primi anni '50, mi ero trasferito dalla piccola scuola di due stanze, accanto alla vecchia chiesa di Raheny, in nuovi locali ricavati nei vicini boschi di St Anne. Lì le classi sono cresciute esponenzialmente - a 56 nel mio caso. Ecco una misura per il cambiamento sociale e per la nuova sfida pastorale che la Chiesa cattolica ha affrontato negli anni '50: un decennio di alta emigrazione, alta disoccupazione e espansione della classe lavoratrice nei sobborghi di Dublino".
Questo record di espansione fenomenale ebbe un curioso effetto collaterale. Dublino ha due cattedrali anglicane in gran parte costruite nel Medioevo ma nessuna cattedrale cattolica. Il centro dell'arcidiocesi cattolica è infatti la procattedrale di Santa Maria, realizzata all'inizio del XIX secolo in Marlborough Street, una strada secondaria nel centro della città. La procattedrale non è mai stata destinata ad essere altro che una cattedrale provvisoria, in attesa della disponibilità di fondi per costruire una cattedrale completa. All'indomani del trattato anglo-irlandese del 1921, la Chiesa d'Irlanda si offrì di restituire la cattedrale di San Patrizio o la cattedrale del Cristo alla Chiesa cattolica che però rifiutò l'offerta. L'arcivescovo McQuaid acquistò i giardini nel centro di Merrion Square e annunciò il progetto di erigere una cattedrale lì. Tuttavia, si sentì in obbligo di utilizzare i fondi originariamente destinati alla nuova cattedrale per costruire invece nuove chiese parrocchiali e scuole. Il suo successore alla fine donò i giardini alla Dublin Corporation e ora sono un parco pubblico. Come conseguenza del senso di priorità dell'arcivescovo, Dublino non ha ancora una cattedrale cattolica.
Si interessò molto alle relazioni industriali e fu coinvolto nella risoluzione di diverse dispute durante il suo mandato di arcivescovo. Durante lo sciopero degli insegnanti del 1946, simpatizzò con i lavoratori e li supportò attivamente.
McQuaid, in modo controverso, estese il divieto ai cattolici di frequentare il Trinity College di Dublino, un istituto anglicano. Originariamente i cattolici avevano obiettato di essere stati esclusi dall'università dal 1695 fino all'approvazione del Roman Catholic Relief Act nel 1791. Nel secolo successivo il Trinity College venne considerato un pericoloso bastione dell'influenza protestante nel paese. Esenzioni furono concesse a uomini d'affari come Al Byrne (nel 1948), a condizione che non si unissero ad alcuna società universitaria. La politica diede origine a un versetto in stile dj: "I giovani possono saccheggiare, spergiurare e sparare / e persino avere conoscenza carnale / Ma comunque depravati, le loro anime saranno salvate / Se non vanno al Trinity College". Il divieto generale fu sollevato dai vescovi riuniti a Maynooth nel giugno del 1970, verso la fine dell'episcopato di monsignor McQuaid.
Alla fine, nel 1961, fondò il Corpo dei volontari dei college, tratto dai college secondari cattolici romani di Dublino, che svolgevano attività sociali. I membri operarono, in uniforme, come guardia d'onore quando il vescovo visitò Lourdes, durante l'anno patriziano e in altre occasioni. Limitato agli studenti maschi durante la sua vita, venne aperto alle studentesse dai suoi successori.
Negli anni '50, l'arcivescovo McQuaid ordinò l'acquisto di Ashurst, una villa vittoriana neo-gotica sita in Military Road a Killiney, un sobborgo di lusso nella contea sud di Dublino. La casa era stata costruita nel 1860. La ribattezzò "Residenza Notre Dame de Bois" e da allora in poi divenne la sua residenza principale, al posto della lussuosa residenza nella Archbishop's House, il palazzo episcopale ufficiale nell'area di Drumcondra.

## Politica
Ci fu l'impressione di un'amicizia tra McQuaid ed Éamon de Valera, fondatore di Fianna Fáil e a capo di diversi governi dagli anni '30 alla fine degli anni '50. Lo storico Dermot Keogh sostiene che ci sia stata una tendenza a considerare la relazione tra i due uomini come statica e non soggetta a cambiamenti o sviluppi. Keogh pensa che fosse vero il contrario. I due erano amici e la relazione era meno complicata negli anni '30, quando McQuaid non era arcivescovo. Dopo la sua consacrazione, McQuaid rappresentò in modo formale gli interessi della Chiesa e difese quegli interessi anche quando ciò lo portava al conflitto con il leader politico che era anche suo amico. Quell'amicizia non offuscò mai concetti degli uomini nei loro doveri a favore della Chiesa e dello Stato. È fin troppo facile sostenere, a priori, che de Valera e McQuaid cantassero coerentemente lo stesso inno.
Negli anni vi furono molti conflitti tra McQuaid e de Valera. Nel 1946, il sostegno di McQuaid allo sciopero nazionale degli insegnanti, irritò molto de Valera. Nel 1951 il governo Fianna Fáil (che sostituì il primo governo interpartitico) introdusse una versione riveduta del programma originale di madre e figlio di Noel Browne a cui la gerarchia, guidata da monsignor McQuaid aveva obiettato con successo. Sebbene l'arcivescovo continuasse a obiettare sulla versione modificata, fu manovrato da de Valera.

## Qualità personali
Il defunto John Feeney, nel 1974 pubblicò "John Charles McQuaid – The Man and the Mask". Questo saggio critico sull'arcivescovo presenta la vita di McQuaid come vissuta fuori del suo tempo ma lo definisce anche come un "vescovo di prima classe della vecchia scuola" che, se fosse vissuto cinquant'anni prima "non avrebbe avuto critiche degne di nota e difficilmente sarebbe ricordato oggi se non da quelli che hanno beneficiato della sua carità personale e silenziosa".
Feeney valuta anche il suo ruolo in una luce negativa sotto l'intestazione "insegnante" e "medievalista". Tuttavia, per Feeney fu anche un "cristiano e un uomo diligente, sincero e assolutamente onesto che fece il suo dovere" (pagina 79).
Esempi della "silenziosa carità personale" dell'arcivescovo sono raramente forniti nella biografia di John Cooney intitolata "John Charles McQuaid, Ruler of Catholic Ireland". Cita il segretario di McQuaid (dal 1940 in poi), padre Chris Mangan, che scrisse che "dopo cena, di sera, sei notti alla settimana usciva per andare in ospedale" (pagina 144). Tuttavia, Cooney passa quindi rapidamente ai metodi amministrativi dell'arcivescovo. Non si discute su come queste visite regolari agli ammalati coincidano con il ritratto di Cooney di un prelato di stile rinascimentale assetato di potere.
Dietro la sua formidabile immagine pubblica, l'arcivescovo era un uomo estremamente timido, a disagio per le funzioni sociali. Nel 1963, dopo la prima sessione del Concilio Vaticano II, monsignor McQuaid istituì un comitato segreto per l'immagine pubblica di tutti i preti "per esaminare quella che oggi è definita l'immagine pubblica della Chiesa nella diocesi di Dublino". L'arcivescovo insistette sul fatto che i membri del comitato non dovevano prendersi a pugni ed erano obbligati a collaborare. Il comitato riferì che la sua immagine pubblica "è del tutto negativa: un uomo che proibisce, un uomo che è severo e distaccato dalla vita della gente, un uomo che non incontra il popolo (come vuole lui) nelle funzioni in chiesa, alle riunioni pubbliche, alla televisione o nelle strade, che scrive lettere pastorali profonde in un linguaggio teologico e canonico che è lontano dalla vita della gente". Uno dei membri della commissione notò che l'arcivescovo rimase "un po' deluso" dopo il primo incontro. "Sentiva la discussione centrata troppo su di lui personalmente. L'immagine della Chiesa non era la stessa di quella dell'arcivescovo".

## Relazione con Patrick Kavanagh
L'arcivescovo McQuaid finanziava regolarmente il poeta Patrick Kavanagh, che aveva incontrato per la prima volta nel 1940. Nel 1946 gli trovò un lavoro sulla rivista cattolica The Standard ma il poeta rimase cronicamente disorganizzato e l'arcivescovo continuò ad assisterlo fino alla sua morte, nel 1967. Kavanagh fu un grande poeta religioso, ma il suo lungo poema "The Great Hunger" (1942) diede una visione molto desolante del cattolicesimo, e il prelato ultra-ortodosso McQuaid doveva essere ben consapevole di questo. Il perché scelse di ignorare questo fatto scomodo è una specie di mistero.
Il giornalista Emmanuel Kehoe tuttavia su Kavanagh scrisse: "Da adolescente nutriva un naturale anticlericalismo e ira irlandese contro la Chiesa cattolica che negava il sesso leggendo il suo poema incredibilmente potente, The Great Hunger. Eppure anche questo epico esercizio di indignazione selvaggia non fece perdere a Kavanagh il patrocinio del Borgia del Blackrock, l'arcivescovo di Dublino, John Charles McQuaid. Ciò che questo apparentemente austero spiritano ha trovato da ammirare e sostenere nel personaggio di un cane che a volte suonava come un William Blake degli ultimi tempi mi ha perplesso, tranne per il fatto che McQuaid deve aver visto in lui un cattolicesimo profondo e autentico.
Quello che segue è un estratto di "Patrick Kavanagh: A Biography" di Antoinette Quinn (2001):
L'arcivescovo ebbe un ruolo negli eventi che portarono alla composizione del poema di Kavanagh "On Raglan Road". Vi era una curiosa (e casta) relazione triangolare che coinvolgeva Kavanagh, McQuaid e Hilda Moriarty, la signora il cui rifiuto del poeta aveva fornito il tema dell'opera.
Per quanto riguarda la morte improvvisa del poeta, avvenuta il 30 novembre 1967, Antoinette Quinn scrisse: "Subito dopo aver appreso della morte, il dottor McQuaid inviò una lettera di condoglianze a Katherine, la vedova di Kavanagh, dicendole che gli sarebbe piaciuto visitare Patrick nella sua ultimo malattia e che molto prima del matrimonio egli aveva stabilito che al più presto il poeta sarebbe stato accolto e curato nella casa di cura privata Mater. Ma non era la volontà di Dio".

## Sciopero nazionale degli insegnanti, 1946
Lo sciopero, durato sette mesi, dall'Irish National Teachers Organization (INTO) nel 1946, mise a dura prova la relazione tra l'arcivescovo e de Valera, che all'epoca era Taoiseach. Gli insegnanti nazionali di scuola primaria volevano un aumento salariale e la parità con i loro colleghi di scuola secondaria. Sia monsignor McQuaid, in quanto ex-insegnante, che de Valera, che era stato anche ministro della pubblica istruzione dal 1939 al 1940, avevano un'opinione molto alta della professione docente, ma il governo stava affrontando gravi restrizioni finanziarie. De Valera riconobbe le grandi responsabilità degli insegnanti nazionali ma, non solo non volle concedere loro la parità con gli insegnanti secondari, ma si rifiutò anche di soddisfare le loro richieste di retribuzione più modeste.
Nel suo libro "De Valera, The Man and the Mys", lo storico e giornalista T. Ryle Dwyer scrive: "Quando gli insegnanti scioperarono, de Valera considerò le loro richieste come una sfida all'autorità del suo governo, e resistette a esse con lo stesso tipo di determinazione con cui aveva resistito agli scioperanti della fame [dell'IRA], arrivando persino a sforzare la sua lunga amicizia con l'arcivescovo cattolico di Dublino, John Charles McQuaid, che tentò di intercedere per conto degli insegnanti. Alla fine l'arcivescovo persuase l'INTO a capitolare ma molti insegnanti rimasero amareggiati e sarebbero diventati entusiasti sostenitori del Clann na Poblachta".

## Comunismo italiano, 1947/48
L'arcivescovo McQuaid raccolse fondi per il soccorso post-bellico in vari paesi europei, in particolare in Italia, con l'invio di abbigliamento, calzature e cibo, e concordò che il costo del trasporto marittimo degli aiuti sarebbe stato a carico del governo irlandese. Monsignor Montini, il futuro papa Paolo VI, nel 1947 rispose ringraziandolo per l'altruistica generosità dei cattolici dell'arcidiocesi di Dublino.
In un discorso fatto a Roma in occasione del 75º anniversario dell'instaurazione delle relazioni diplomatiche tra l'Irlanda e la Santa Sede, l'attuale arcivescovo di Dublino Diarmuid Martin dichiarò:

## Schema madre/figlio, 1950/51
Nei primi anni '50 Noel Browne, il primo ministro della sanità del governo interpartitico, scioccato dall'assenza di cure prenatali per le donne incinte e dal conseguente tasso di mortalità infantile in Irlanda, propose di fornire libero accesso all'assistenza sanitaria per madri e bambini in un nuovo schema di madre e figlio. Il governo del tempo chiese l'approvazione della Chiesa cattolica in relazione allo schema. L'arcivescovo McQuaid criticò fortemente lo schema sostenendo che era contro "l'insegnamento morale della Chiesa cattolica". Questa critica di McQuaid, nel contesto della sua forte influenza politica personale e della Chiesa cattolica, portò il governo a ritirare il programma e alle dimissioni di Browne. Le sue dimissioni accesero una polemica mentre trasmetteva la corrispondenza tra la casa del vescovo e il suo dipartimento all'editore dell'Irish Times Robert Maire Smyllie. Le lettere rivelarono che McQuaid e la Chiesa detenevano ciò che alcuni ritenevano un livello inappropriato di influenza sul governo irlandese. Questa controversia scatenò un dibattito tra il popolo irlandese sul rapporto tra la Chiesa e lo Stato.

## Mancata nomina a cardinale nel 1953
Nel 1953 McQuaid era uno dei principali contendenti per il cardinalato. Questa dignità andò invece all'arcivescovo di Armagh e primate di Tutta l'Irlanda, John Francis D'Alton. McQuaid fu informato da un amico a Roma che la ragione per la nomina di D'Alton era politica. Il Vaticano si rese pienamente conto che McQuaid era il principale contendente per il cappello rosso, ma, scriveva il suo amico, era stato informato da Joseph Walshe, l'ambasciatore irlandese presso la Santa Sede, che il motivo della nomina di D'Alton era "un tentativo di conciliazione con il Nord e sottolineava l'unità dell'Irlanda".
Quello che l'ambasciatore non disse all'amico di McQuaid, è che lui stesso fece pressioni affinché la berretta rossa non andasse a Dublino, sia per motivi politici (anche se Armagh è nel Regno Unito, l'Irlanda è considerata nel suo complesso dalla maggior parte delle organizzazioni religiose, inclusa la Chiesa cattolica) e sulla base del carattere di McQuaid. Walshe non menzionò la rabbia de Valera per il sostegno di McQuaid allo sciopero degli insegnanti del 1946. Ricordò invece al Vaticano che l'arcivescovo aveva generato continue difficoltà sulla precedenza ogni volta che il nunzio partecipava a una cerimonia alla pro-cattedrale e avvertiva che se fosse diventato cardinale "il nunzio avrebbe avuto infinite difficoltà, con ogni sfera delle sue attività, a causa di questa deplorevole debolezza nel carattere [di McQuaid], già così noto alla Santa Sede".
In effetti, l'arcivescovo era un attaccabrighe per il protocollo. Assegnare il cappello rosso all'arcivescovo di Armagh ebbe il duplice scopo di enfatizzare l'unità dell'Irlanda evitando di inimicarsi i protestanti dell'Ulster con l'apparenza di elevare Dublino sopra Armagh (come sarebbe avvenuto se la nomina fosse andata a McQuaid). Questo tipo di diplomazia contorta era tipica di de Valera.

## Boicottaggio delle partite di calcio della squadra jugoslava, 1952-55
Negli anni '50 la Jugoslavia era governata dal regime comunista di Tito. I tribunali del paese avevano mandato in carcere il cardinale Alojzije Viktor Stepinac per aver collaborato con il fascista ustascia durante la seconda guerra mondiale. Nel 1951 fu rilasciato e messo agli arresti domiciliari. La Chiesa cattolica sentiva che era ancora discriminata dal regime. L'arcivescovo McQuaid persuase la Federazione calcistica dell'Irlanda a cancellare una partita tra la Jugoslavia e la Repubblica d'Irlanda nel 1952. Quindi invocò senza successo un boicottaggio quando fu organizzata una partita simile per l'ottobre del 1955. McQuaid tuttavia convinse il famoso conduttore radiofonico Phil Greene a non commentare la partita. Questo ispirò un titolo di giornale memorabile: "Reds turn Greene Yellow".

## Concilio Vaticano II, 1962-65
Nel 2007 Columba Press pubblicò il libro di Francis Xavier Carty "Hold Firm: John Charles McQuaid and the Second Vatican Council". L'opera si concentra su come il leggendario arcivescovo gestì il Concilio Vaticano II (1962-65) e le sue conseguenze nella sua stessa diocesi.
John Charles McQuaid sarà sempre ricordato per il suo tentativo di rassicurare il suo gregge alla fine del Concilio sul fatto che "nessun cambiamento preoccuperà la tranquillità delle vostre vite cristiane". Quanto era sbagliato. Non ci sarebbe stata più tranquillità nell'arcidiocesi di Dublino, poiché preti e laici lottarono per attuare i nuovi cambiamenti liturgici, per consentire ai venti di cambiamento liberati da papa Giovanni XXIII di raggiungere i non cattolici con il nuovo ecumenismo e poi per sopportare la tempesta sollevata dalla condanna della contraccezione artificiale contenuta nell'enciclica Humanae Vitae pubblicata da papa Paolo VI nel luglio del 1968.
Monsignor McQuaid, le cui parole d'ordine erano il controllo e la disciplina, era mal preparato per questi anni turbolenti. Molto nella sua formazione clericale tradizionale si ribellò contro il nuovo spirito di rinnovamento e aggiornamento che emanava dal Concilio. Confidarono a un altro prelato conservatore, il vescovo di Galway e Kilmacduagh Michael Brown, che le suore della Santa Fede "faranno di tutto per aiutare un parroco, che non sono toccate dalla moderna mania per l'aggiornamento". Monsignor McQuaid era soprattutto fedele alla sua Chiesa e al papa e, a modo suo, introdusse i necessari cambiamenti. Erano "una nuova enfasi sulle vecchie verità piuttosto che sulle nuove verità", assicurò i suoi sacerdoti e il suo gregge, divisi tra quelli che volevano andare più veloci e quelli che pensavano che il Vaticano II fosse un sacco di aria calda che sarebbe esplosa e la vita sarebbe andata avanti come prima.
F.X. Carty racconta la storia di quel decennio, che si aprì con il Concilio e si chiuse con la morte dell'arcivescovo McQuaid. La sua ricerca gettò nuova luce sull'approccio dell'arcivescovo alle sfide, in particolare nel campo delle comunicazioni. Povero comunicatore di persona, ispirò l'allestimento del programma televisivo religioso Radharc sotto la direzione di don Joe Dunn e nominò il primo ufficiale diocesano della stampa laica, Osmond Dowling. I fascicoli dell'ufficio stampa descrivono il purgatorio privato di Dowling mentre cercava di presentare e difendere lo strano mondo di una diocesi governata da un autocrate clericale.
La presenza di monsignor McQuaid alle sessioni del Concilio a Roma fu doverosa ma non entusiasta. Lui e i suoi compagni vescovi erano impreparati dall'eccitazione generata dalla prima sessione. McQuaid, da parte sua, non fu minimamente impressionato dalla relazione del Concilio da parte dei corrispondenti degli affari religiosi irlandesi. Al comitato per l'immagine pubblica disse che "le critiche prodotte sono abbastanza ignoranti, la relazione sul Concilio è stata pessima". Disse a padre Burke-Savage da Roma: "Sono costernato dalla facile ignoranza dei giornalisti che scrivono sui documenti che ci sono costati anni di lavoro, e dal dettato più facile riguardo a ciò che noi vescovi dobbiamo fare ora".
L'arcivescovo a volte scherzava sulla sua immagine di "orco" nei media. Dietro la discrepanza c'era un senso dell'umorismo, ma anche, sorprendentemente, un senso di insicurezza mentre lottava con cambiamenti sgraditi. Fu devastato quando le dimissioni che era stato tenuto a presentare in occasione del 75º compleanno furono accettate da papa Paolo VI, anche se con un anno di proroga. Carty scrive: "Probabilmente era preoccupato che la rapida accettazione da parte del papa delle sue dimissioni fosse un giudizio negativo sul suo lavoro".
Monsignor McQuaid aveva presentato le dimissioni il 4 gennaio 1971 e il papa le accettò il 29 dicembre dello stesso anno. Lasciò formalmente il governo dell'arcidiocesi di Dublino il 13 febbraio 1972, giorno in cui il suo successore, monsignor Dermot Ryan, fu ordinato arcivescovo.

## Ecumenismo
L'arcivescovo McQuaid attuò i decreti del Concilio Vaticano II, inclusi quelli sull'ecumenismo. Tuttavia fece un po' di calore ai non cattolici, specialmente a coloro il cui atteggiamento riflette alcuni aspetti del proprio carattere. Nella sua autobiografia, il suo confratello padre Michael O'Carroll registra questo scambio con l'arcivescovo:
Padre O'Carroll: Bene, Vostra Grazia, se volete la mia onesta opinione, preferirei ascoltare alcuni protestanti che parlano della nostra religione di certi preti cattolici. Preferirei sicuramente Malcolm Muggeridge ad alcuni di loro.
Mons. McQuaid: Oh, sarei d'accordo con te, padre. Hai letto la sua recensione su Observer di una nuova storia del monachesimo di domenica scorsa ? Ho imparato l'ultima frase a memoria. Lo citerò: "I primi fondatori monastici chiesero tutto ai loro seguaci e ottennero tutto, i moderni chiedono poco e non ottengono nulla".

## Radharc
In risposta alla sfida del Concilio Vaticano II, la Chiesa irlandese modernizzò le sue strutture in una certa misura. Venne fondato il Catholic Communications Institute of Ireland con padre Joseph Dunn. Radharc ("opinione" in lingua irlandese), diretto da Joe Dunn, doveva diventare uno dei programmi documentari più longevi di RTÉ. Era anche la prima serie indipendente prodotta su RTÉ. Joe Dunn era supportato da Desmond Forristal, Tom Stack, Dermod McCarthy, Peter Lemass e Bily Fitzgerald, tutti sacerdoti dell'arcidiocesi di Dublino. I programmatori dei sacerdoti affrontarono una serie di argomenti tra cui il primo film girato in una prigione irlandese The Young Offender (1963). Radharc realizzò film su argomenti devozionali ma padre Dunn pose l'accento sul Vangelo sociale con film come Honesty at the Fair (1963), Down and Out in Dublin (1964), The Boat Train to Euston (1965) e Smuggling and Smugglers (1965).
Radharc nel 1965 andò in Africa e la squadra continuò a viaggiare e girare film fino agli anni '90. In totale il team Radharc produsse oltre quattrocento documentari tra il 1962 e il 1996.

## Accuse di pedofilia
Nella sua biografia di monsignor McQuaid, John Cooney riporta una serie di storie che suggeriscono che McQuaid avesse un malsano interesse per i bambini. L'accusa principale - che l'arcivescovo abbia tentato di attaccare sessualmente un ragazzo in un pub di Dublino - è basata su un saggio inedito dell'antagonista di McQuaid, Noel Browne. I revisori che elogiarono la biografia dichiararono che l'autore avrebbe dovuto omettere queste accuse (ad esempio Dermot Keogh, professore di storia, e John A. Murphy, professore emerito di storia allo University College Cork).
Vi è un resoconto satirico della polemica del giornalista dell'Irish Times Kevin Myers nel suo Irishman's Diary del 10 novembre 1999. Vi è anche un resoconto di Colum Kenny, professore associato di comunicazione all'Università di Dublino, di un incontro che ebbe con l'arcivescovo da adolescente negli anni '60. Sebbene il suo atteggiamento nei confronti di monsignor McQuaid sia ostile, considera le asserzioni di Cooney come assurde. Fornisce anche questa vignetta rivelatrice: "Ricordo che l'arcivescovo in seguito sospirò della quantità di corrispondenza che riceveva dalla gente, agitò una mano sui fogli sulla sua scrivania e mormorò: Mi scrivono del sistema. Solo persone o parole in tal senso".
Due diverse accuse di abuso sessuale su minori ad opera di monsignor McQuaid vennero portate all'attenzione della commissione Murphy. Una denuncia riguarda l'abuso di un ragazzo di 12 anni da parte dell'arcivescovo McQuaid che sarebbe avvenuto nel 1961. La denuncia riguardava un adulto che, nel gennaio del 2003, si era lamentato presso l'Eastern Health Board di essere stato abusato dall'arcivescovo McQuaid 42 anni prima. La EHB e il suo successore, l'Health Service Executive (HSE), hanno la responsabilità di prendersi cura dei minori (sotto i 18 anni) che hanno subito abusi sessuali e non è chiaro quale sia il loro dovere in relazione agli adulti che accusano persone decedute. Quando questa denuncia venne alla luce diversi anni dopo, l'HSE non trasmise questa denuncia alla commissione Murphy per ragioni inspiegabili. La commissione era tuttavia convinta che questo fosse dovuto semplicemente a un errore umano. Nel maggio del 2009, l'HSE passò la denuncia all'allora direttore della protezione dell'infanzia dell'arcidiocesi di Dublino, che informò l'arcivescovo Diarmuid Martin.
L'arcidiocesi organizzò quindi un'ulteriore indagine nei suoi archivi e trovò una lettera "che dimostrava la consapevolezza di un certo numero di persone nell'arcidiocesi che c'era stata una preoccupazione espressa" sull'arcivescovo McQuaid nel 1999. Nel 1999 John Cooney pubblicò una biografia dell'arcivescovo che generò un'enorme pubblicità, inclusa la pubblicazione sul Sunday Times delle accuse di Cooney. Era molto probabile che questo avesse generato la consapevolezza ai fatti a cui ci si riferiva.
Nel 2010, dopo che il rapporto della commissione venne pubblicato, l'arcivescovo Martin disse che aveva ricevuto un'altra denuncia di abuso contro l'arcivescovo McQuaid. La relazione complementare della commissione affermava che "l'arcivescovo Martin non aveva l'obbligo di fornire alla commissione queste informazioni". La commissione affermò che ora era compito dell'arcidiocesi "indagare su tutte le denunce contro questo ecclesiastico", mentre la denuncia del 2010 era oggetto di un'azione civile contro l'arcidiocesi.
Il supplemento al rapporto Murphy può essere letto su . È un documento molto breve, non menziona l'arcivescovo McQuaid per nome e, a differenza della relazione principale che descrive in modo molto dettagliato le accuse di abusi sui minori, fornisce pochissimi dettagli sulle affermazioni.
Nel frattempo, John Cooney chiese al cardinale Desmond Connell di scusarsi senza riserve per aver respinto le affermazioni secondo cui l'arcivescovo McQuaid avrebbe avuto rapporti sessuali scorretti con i ragazzi. Il cardinale Connell era arcivescovo di Dublino quando nel 1999 fu pubblicato il libro di John Cooney e descrisse le sue affermazioni di abuso sessuale come "voci, dicerie e congetture". John Cooney disse: "Mi ha inflitto un enorme danno morale e materiale come autore e giornalista, mi aspetto che il cardinale Connell offra a me, e al mio editore, la O'Brien Press, queste scuse da molto tempo".
Martin Sixsmith nel film Philomena riproduce la lettera di Browne e sostiene l'opposizione totale di McQuaid a un atto adozione del governo che propose di togliere il controllo dell'adozione di bambini nati da relazioni extra-coniugali alla Chiesa cattolica e disse che il governo sarebbe crollato una volta gli fosse mostrata la lettera.

## Gestione delle accuse di abuso contro i chierici
Nel 2009 una commissione d'inchiesta produsse una relazione sull'arcidiocesi di Dublino, nota come rapporto Murphy. Lo scopo della commissione era quello di sondare il modo in cui erano state gestite le denunce di abuso contro i chierici.
Una prima lamentela del fatto che padre James McNamee (morto nel 2002) facesse il bagno con ragazzi nudi adolescenti alla Stella Maris FC fu fatta nel gennaio del 1960 e venne investigata inizialmente dal vescovo ausiliare Patrick Joseph Dunne e riferita all'arcivescovo McQuaid. Padre McNamee negò le accuse e fu creduto dai vescovi. McQuaid scrisse: "Poiché è un sacerdote degno, sono d'accordo sul fatto che non potremmo rifiutarci di accettare la sua parola". Egli fu comunque trasferito ma, come da ordine dell'arcivescovo McQuaid, non immediatamente "per timore di essere diffamato". Molti reclami successivi furono presentati contro McNamee.
Nell'agosto del 1960 una società di elaborazione fotografica del Regno Unito trasmise le immagini scattate da padre Edmondus [uno pseudonimo] a Dublino a Scotland Yard. Le fotografie mostravano le parti intime di ragazze. Fu consegnato al commissario del Gardaí, che chiese all'arcivescovo McQuaid di subentrare nelle indagini. A sua volta lo passò al vescovo Dunne, che aveva serie preoccupazioni per il fatto che fosse stato commesso un crimine canonico. Padre Edmondus ammise con l'arcivescovo McQuaid di aver scattato fotografie alle bambine ricoverate all'ospedale di Crumlin, a causa dell'ignoranza e della curiosità riguardo agli organi sessuali femminili. Relazionò il suo disagio sociale verso le donne al fatto che era cresciuto con i fratelli (in realtà aveva una sorella). L'arcivescovo McQuaid e il vescovo Dunne infine concordarono che non era stato commesso un crimine canonico. Monsignor McQuaid fece in modo che don Edmondus vedesse un medico per "porre fine alla sua meraviglia" verso genitali femminili. La commissione riteneva che "l'arcivescovo McQuaid abbia agito per evitare lo scandalo sia in Irlanda che a Roma e senza riguardo per la protezione dei bambini nell'ospedale di Crumlin". Descriveva il suo uso della parola "meraviglia" per descrivere le azioni di padre Edmondus come "risibili". Aggiunse: "L'apparente cancellazione da parte dell'arcivescovo McQuaid del suo piano originale di perseguire il sacerdote attraverso le procedure del diritto canonico fu un disastro, stabilendo un modello di non detenzione di responsabili degli abusi che durò per decenni [...] nessun tentativo fu fatto per monitorare padre Edmondus in altri collocamenti".
Nel 1961 l'arcivescovo McQuaid istituì un ostello a Dublino per ragazzi che studiavano nelle scuole industriali - principalmente alla Artane Industrial School - e incaricò dei sacerdoti di seguire il loro benessere spirituale e di aiutarli a integrarsi nella società. Uno di questi sacerdoti fu Diarmuid Martin, che nel 2004 divenne arcivescovo di Dublino e che assunse una linea dura contro i presunti chierici abusanti. Nel giugno del 2009, John Cooney scrisse un articolo sull'Irish Independent chiedendo di sapere perché l'arcivescovo Martin non abbia denunciato i presunti orrori avvenuti alla Artane 40 anni prima. Patsy McGarry, corrispondente per gli affari religiosi dell'Irish Times, scrisse anche un articolo intitolato "Archbishop Defends Abuse Inaction" in cui monsignor Martin affermava: "Gli assistenti sociali, i consigli della salute e la diocesi stavano cercando di riformare e alla fine chiudere le istituzioni. [...] Presto emerse il consenso sul fatto che la migliore, e anzi l'unica, opzione per Artane sarebbe quella di chiuderla, cosa che avvenne nel 1969. [...] Abbiamo ascoltato costantemente storie di gravi abusi fisici e condizioni dickensiane lì [nelle scuole industriali]. Non c'era menzione di abusi sessuali espliciti. La situazione è stata deferita dall'arcivescovo McQuaid al Dipartimento dell'istruzione".

## Morte
Sabato 7 aprile 1973 monsignor McQuaid era troppo malato per alzarsi alla sua solita ora, le 6:30, per celebrare la messa nella sua residenza privata, Notre Dame de Bois (in origine chiamata Ashurst), in Military Road a Killiney, nella parte meridionale della contea di Dublino. Fu portato all'ospedale di Loughlinstown, un sobborgo di Dublino, dove morì entro un'ora. Poco prima della sua morte aveva chiesto all'infermiera Margaret O'Dowd se avesse qualche possibilità di raggiungere il paradiso. Gli disse che se lui come arcivescovo non poteva arrivare in paradiso, pochi lo avrebbero fatto. Questa risposta sembrò soddisfarlo e si distese sul cuscino in attesa della morte. Morì verso le 11. È sepolto nella cripta della procattedrale di Santa Maria a Dublino.

## Eredità
In un sermone tenuto nel 1955, in occasione del centenario dell'Università cattolica d'Irlanda, McQuaid elogiò il suo predecessore, il cardinale Paul Cullen: "Nessuno scrittore ha reso giustizia adeguata al suo carattere o alla sua statura. [...] Silenzioso, magnanimo, lungimirante, il cardinale Cullen sembrerebbe essere incurante dell'auto-giustificazione dopo la morte, dato che fu intrepido nell'amministrazione durante la vita. Non è la sua moltitudine di lettere e la sua scrupolosa autobiografia che aiuta un'età più tarda a ricostruire un'immagine del defunto".
Poco dopo la morte di McQuaid, il cardinale John Carmel Heenan, arcivescovo di Westminster, in un documentario radiofonico di RTÉ predisse che la storia lo avrebbe giustificato. Nel suo lavoro "Ireland 1912–1985" il professor John Joseph Lee scrisse:
Nel suo libro "Twentieth Century Ireland", pubblicato nel 2005, lo storico Dermot Keogh scrive:
In un articolo ostile sull'Irish Times del 7 aprile 2003, il biografo di McQuaid, John Cooney fornì una prospettiva diversa alle osservazioni dei professori Lee e Keogh:

## Genealogia episcopale e successione apostolica
La genealogia episcopale è:
- Cardinale Scipione Rebiba
- Cardinale Giulio Antonio Santori
- Cardinale Girolamo Bernerio, O.P.
- Arcivescovo Galeazzo Sanvitale
- Cardinale Ludovico Ludovisi
- Cardinale Luigi Caetani
- Cardinale Ulderico Carpegna
- Cardinale Paluzzo Paluzzi Altieri degli Albertoni
- Papa Benedetto XIII
- Papa Benedetto XIV
- Papa Clemente XIII
- Cardinale Giovanni Carlo Boschi
- Cardinale Bartolomeo Pacca
- Papa Gregorio XVI
- Cardinale Castruccio Castracane degli Antelminelli
- Cardinale Paul Cullen
- Arcivescovo Joseph Dixon
- Arcivescovo Daniel McGettigan
- Cardinale Michael Logue
- Cardinale Joseph MacRory
- Arcivescovo John Charles McQuaid, C.S.Sp.

La successione apostolica è:
- Vescovo Patrick Joseph Dunne (1946)
- Vescovo John Evangelist McBride, O.F.M. (1949)
- Vescovo Nicholas Grimley, S.M.A. (1962)
- Vescovo Urban Charles Joseph Murphy, C.P. (1966)
- Vescovo Joseph A. Carroll (1968)